# Kunstmuseum Solothurn

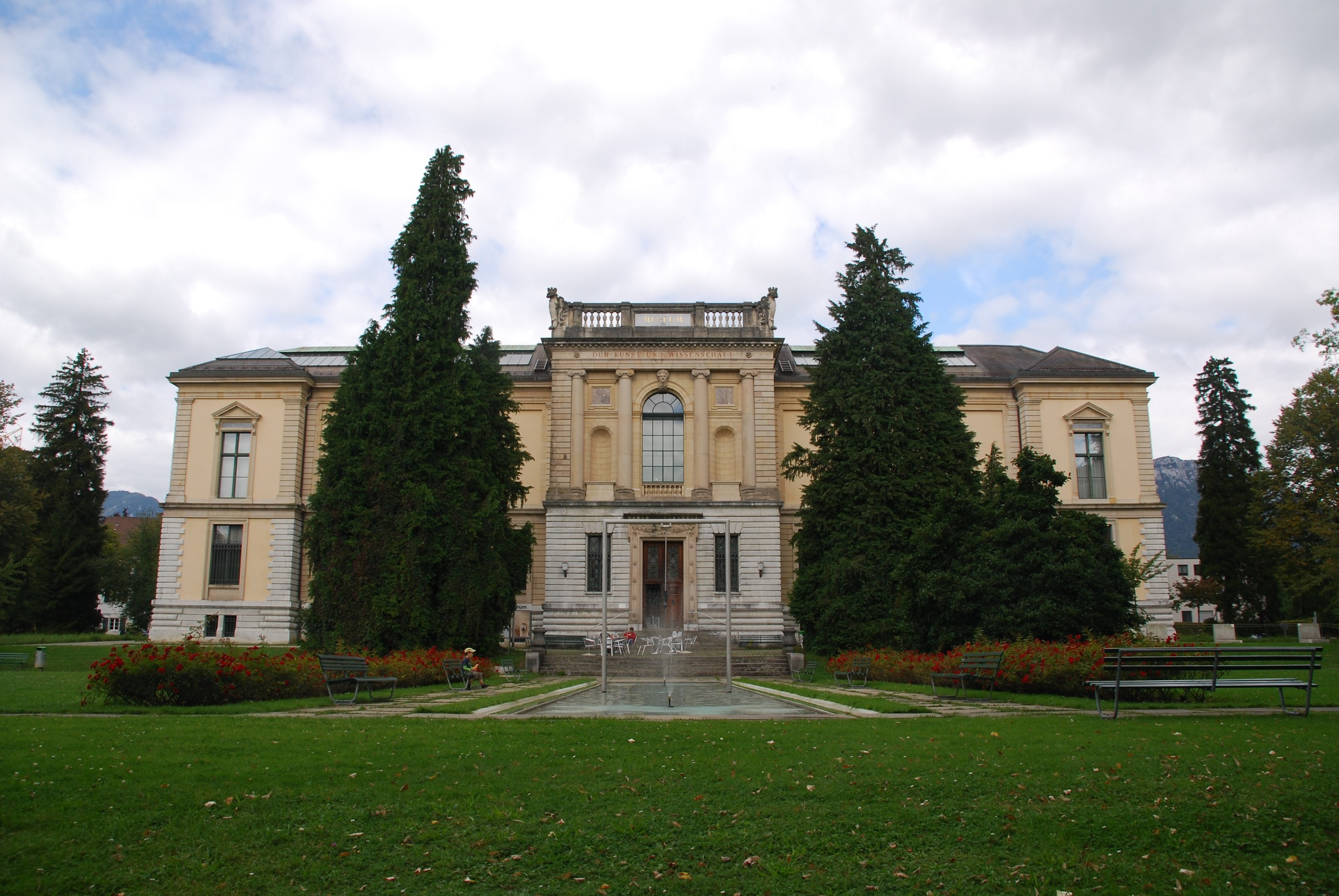
Kunstmuseum Solothurn, 2007

Das Kunstmuseum Solothurn ist ein 1902 eröffnetes Kunstmuseum in Solothurn und gehört zu den bedeutendsten kulturellen Einrichtungen der Stadt.

## Geschichte
Das Museum wurde 1902 als «Museum der Kunst und Wissenschaften» gegründet. Es enthielt anfänglich neben der Kunstabteilung auch eine naturhistorische Abteilung. Der damalige Zeitgeist des Kolonialismus hatte auch Solothurn erfasst: Solothurner Naturforscher bereisten fremde Kontinente und stellten ihre Funde und Trophäen neben einheimischen Exponaten aus. In der Denkschrift von 1902 zur Museumseröffnung spiegelt sich der damalige Zeitgeist, der stark auch von Rassenlehren geprägt war, welche die Afrikaner und andere Völker als «Primitive» einstuften. Die naturhistorische Abteilung enthielt, teils in den gleichen Räumen, nebst exotischen Insekten, Mammutzahn-Teilen und einem Sumpfkrokodil (beschrieben in der Denkschrift ohne jeden Übergang etwa in der Mitte des fortlaufenden Kapitels zu dieser Abteilung) eine «ethnologische Kollektion», etwa von Gegenständen der «Japanesen». Zudem wird in der Denkschrift von einem auch anthropologischen Projekt zur Erforschung «schweizerischer Schädeltypen» gesprochen.
Die antiquiert wirkende Abteilung wurde in den 1970er Jahren geschlossen und in ein zeitgemässeres «Naturmuseum» an separatem Standort verlegt. Der frei gewordene Raum steht seither den bildenden Künsten zur Verfügung. In der Gartenanlage stehen nach wie vor einige exotische Bäume der naturhistorischen Periode, so auch ein Mammutbaum.

## Bestand

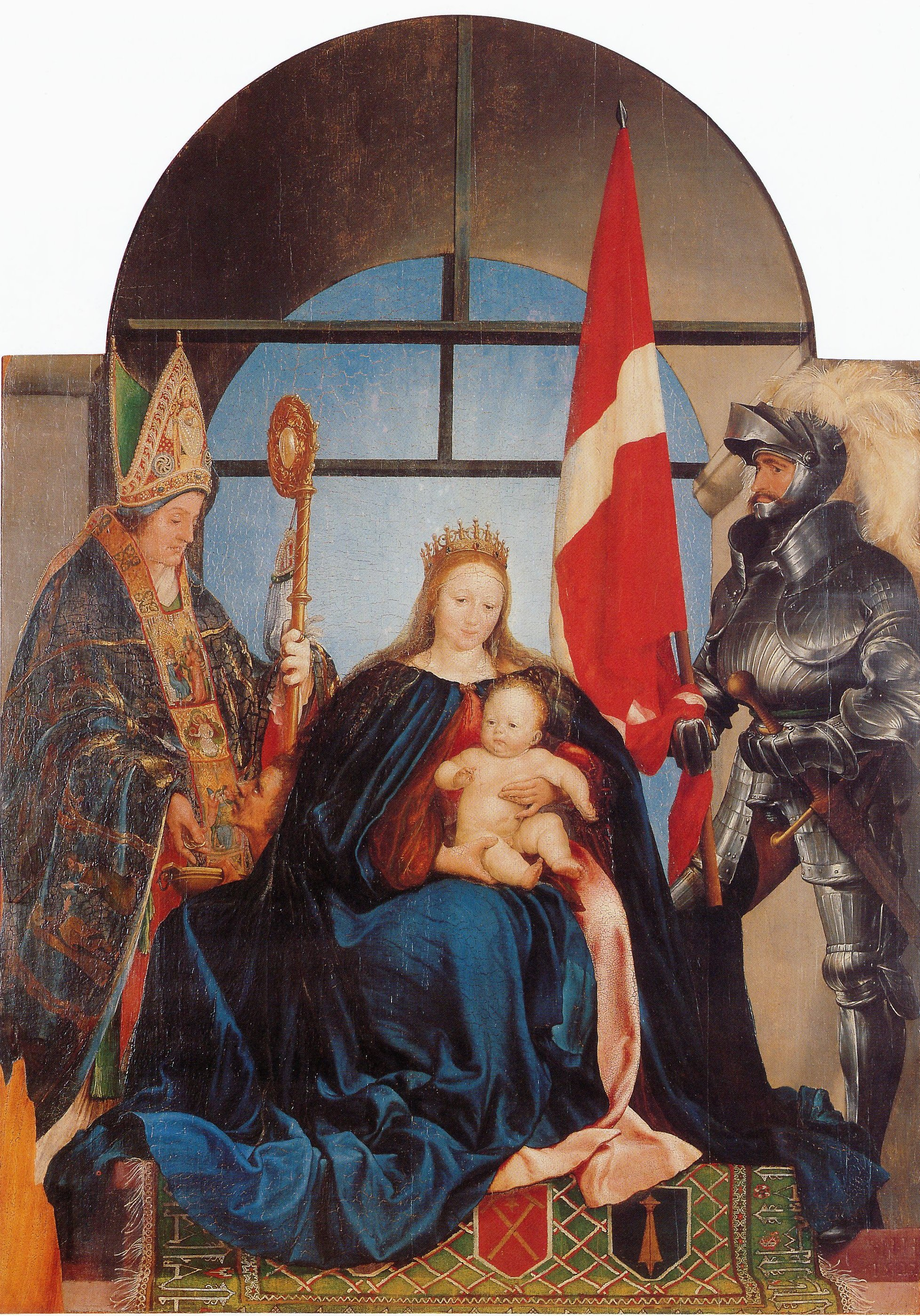
Hans Holbein der Jüngere: Die Solothurner Madonna, Lindenholz, 1522

Das Kunstmuseum Solothurn besitzt eine der grössten und wertvollsten Sammlungen der Schweiz. Sie reicht vom Spätmittelalter bis zur Gegenwart. Der Schwerpunkt liegt auf der Schweizer Kunst des 19. und 20. Jahrhunderts. Mit hervorragenden Einzelwerken oder Bildgruppen sind jedoch auch international bedeutende Künstler anderer Länder vertreten. Grosszügige Stiftungen erhielt das Museum von Solothurner Sammlern wie Oscar Miller, Josef Müller und Gertrud Dübi-Müller.
Die kleine Altmeistersammlung umfasst als Höhepunkte die Madonna in den Erdbeeren (um 1425) des Meisters des Paradiesgärtleins sowie die Solothurner Madonna (1522) von Hans Holbein d. J. Daneben finden sich auch Werke von Hans Asper, Jusepe de Ribera und Frans Snyders. Die Sammlung ermöglicht einen breiten Einblick in die Entwicklung der Schweizer Landschaftsmalerei des späten 18. und 19. Jahrhunderts: von Caspar Wolf über François Diday und Alexandre Calame bis hin zu Ferdinand Hodlers späten Genfersee-Landschaften. Besonders reich ist das Schaffen der gebürtigen Solothurner Otto Frölicher, Frank Buchser und Cuno Amiet vertreten, der den Übergang zwischen Jugendstil und Moderne markiert. Zu den reichen Beständen an Schweizer Kunst des frühen 20. Jahrhunderts gehören auch Werke von Giovanni Giacometti, Albert Trachsel, Félix Vallotton und Hans Berger.
Das Kunstmuseum Solothurn sammelt bis heute konsequent Schweizer Gegenwartskunst in zusammenhängenden Werkgruppen. Repräsentativ ist das Schaffen der Schweizer Eisenplastiker Robert Müller, Jean Tinguely und Bernhard Luginbühl vertreten. Weitere Schwerpunkte bilden Arbeiten von Meret Oppenheim, Daniel Spoerri, Dieter Roth und Markus Raetz. Unter den Ankäufen der letzten Jahre finden sich Werke der aktuellen Schweizer Kunst, u. a. von Roman Signer, Silvie Defraoui, René Zäch, Albrecht Schnider, Felix Stephan Huber, Ian Anüll, Peter Wüthrich, Ingo Giezendanner, Uwe Wittwer, Mario Sala und Robert Estermann. Für den Museumspark hat Roman Signer die kinetische Brunnenskulptur Stiefel (2004) realisiert.